# 普利莫 (亞歷山大宗主教)
宗主教普利莫（阿皮莫）（英語：Pope Primus (Aprimos)；？—118年8月9日），是第五任亞歷山大教宗和聖馬可聖座牧首。聖馬爾谷為他施洗禮，也是和第二任亞歷山大教宗阿尼努斯同時接受聖馬爾谷任命的三位牧師之一。普利莫代表禁慾、虔誠和充滿善行，於保尼月第22日（106年6月16日）祝聖為使徒。他在任期宗主教間，教會處於安寧與寧靜之中。
他在哈德良統治的第五年載入《聖賢書》彌蘇尼月第3日紀念。

## 外部連結
- The Official website of the Coptic Orthodox Pope of Alexandria and Patriarch of All Africa on the Holy See of Saint Mark the Apostle
- Coptic Documents in French （页面存档备份，存于）

| 基督教會頭銜    | 基督教會頭銜                  | 基督教會頭銜      |
| --------------- | ----------------------------- | ----------------- |
| 前任者： 刻達爾 | 亞歷山大港宗主教 106年－118年 | 繼任者： 尤斯圖斯 |